# Copa de España 2014-2015 (calcio a 5)
La Copa de España 2014-2015 è stata la 26ª edizione assoluta della manifestazione e si è giocata dal 12 al 15 marzo 2015 presso la Quijote Arena di Ciudad Real. Il torneo è stato vinto dal debuttante Jaén, al primo successo nella manifestazione.

## Formula
Sono iscritte d'ufficio le società classificatesi ai primi otto posti nel girone di andata della Primera División. Il torneo si svolge con gare a eliminazione diretta di sola andata. La formula prevede che nei quarti e nelle semifinali, in caso di parità dopo i tempi regolamentari, la vittoria sia determinata direttamente dai tiri di rigore. Nella finale, in caso di parità dopo 40 minuti, si svolgono due tempi supplementari di 5 minuti ciascuno. In caso di ulteriore parità al termine degli stessi, la vincitrice è determinata mediante i tiri di rigore.

## Tabellone
Gli accoppiamenti sono stati determinati tramite sorteggio, che si è tenuto il 30 dicembre 2014 presso il teatro Quijano di Ciudad Real. Inter e Barcellona, giunti rispettivamente primo e secondo al termine del girone di andata della Primera División, sono teste di serie e non potranno affrontarsi fino all'ipotetica finale.
|  | Quarti di finale | Quarti di finale | Quarti di finale |            |            | Semifinali | Semifinali | Semifinali |  |  | Finale | Finale | Finale |  |
|  |                  |                  |                  |            |            |            |            |            |  |  |        |        |        |  |
|  | Xota             | Xota             | 2                |            |            |            |            |            |  |  |        |        |        |  |
|  | Xota             | Xota             | 2                |            |            |            |            |            |  |  |        |        |        |  |
|  | Palma            | Palma            | 1                |            |            |            |            |            |  |  |        |        |        |  |
|  | Palma            | Palma            | 1                |            | Xota       | Xota       | 1          |            |  |  |        |        |        |  |
|  |                  |                  |                  |            | Xota       | Xota       | 1          |            |  |  |        |        |        |  |
|  |                  |                  | Barcellona       | Barcellona | 4          |            |            |            |  |  |        |        |        |  |
|  | Barcellona       | Barcellona       | Barcellona       | Barcellona | 4          | 4          |            |            |  |  |        |        |        |  |
|  | Barcellona       | Barcellona       |                  |            |            |            |            |            |  |  |        |        |        |  |
|  | Ribera Navarra   | Ribera Navarra   | 0                |            |            |            |            |            |  |  |        |        |        |  |
|  | Ribera Navarra   | Ribera Navarra   | 0                |            | Barcellona | Barcellona | 4          |            |  |  |        |        |        |  |
|  |                  |                  |                  |            |            |            |            |            |  |  |        |        |        |  |
|  |                  |                  | Jaén             | Jaén       | 6          |            |            |            |  |  |        |        |        |  |
|  | ElPozo Murcia    | ElPozo Murcia    | Jaén             | Jaén       | 6          | 2          |            |            |  |  |        |        |        |  |
|  | ElPozo Murcia    | ElPozo Murcia    |                  |            |            |            |            |            |  |  |        |        |        |  |
|  | Jaén             | Jaén             | 4                |            |            |            |            |            |  |  |        |        |        |  |
|  | Jaén             | Jaén             | 4                |            | Jaén       | Jaén       | 2 (5)      |            |  |  |        |        |        |  |
|  |                  |                  |                  |            | Jaén       | Jaén       | 2 (5)      |            |  |  |        |        |        |  |
|  |                  |                  | Burela           | Burela     | 2 (4)      |            |            |            |  |  |        |        |        |  |
|  | Inter            | Inter            | Burela           | Burela     | 2 (4)      | 1          |            |            |  |  |        |        |        |  |
|  | Inter            | Inter            |                  |            |            |            |            |            |  |  |        |        |        |  |
|  | Burela           | Burela           | 2                |            |            |            |            |            |  |  |        |        |        |  |

## Risultati

### Quarti di finale
| Arbitri: | Gutiérrez Lumbreras Lope Díaz |

|                         |           |                                     |
| R. Campos 4’ Juanpi 28’ | Marcatori | 4’ Cuco 24’ Solano 25’, 26’ Buendía |

| Arbitri: | Fortes Pardo Martínez Flores |

|          |           |                   |
| Rato 25’ | Marcatori | 33’, 39’ Antoñito |

| Arbitri: | Moreno Reina Ramos Marín |

|                         |           |          |
| Arévalo 6’ Carlitos 40’ | Marcatori | 9’ Taffy |

| Arbitri: | Sánchez Molina Martínez Segovia |

|                               |           |  |
| Wilde 4’, 9’, 32’ Bateria 13’ | Marcatori |  |

### Semifinali
| Arbitri: | Martínez Segovia Sánchez Molina |

|                                    |                      |                                          |
| Cuco 34’ Martín 40’                | Marcatori            | 25’ Míguez 33’ Chano                     |
| Rojas Cuco Buendía Carlinhos Chino | Tiri di rigore 5 – 4 | Matamoros Chano Míguez Antoñito M. Muñoz |

| Arbitri: | Fortes Pardo Martínez Flores |

|           |           |                                   |
| Tolrà 38’ | Marcatori | 2’, 27’ Wilde 4’ Bateria 27’ Usín |

### Finale
| Arbitri: | Gutiérrez Lumbreras Lope Díaz |

|                                    |           |                                                            |
| Ferrão 19’ Saad 32’ Wilde 40’, 40’ | Marcatori | 1’ Solano 15’, 37’ Chino 29’ Buendía 35’ J. López 37’ Cuco |